# 黎汀
黎汀（？—？年農曆十月十七），《歷朝憲章類誌》作黎門（Lê Môn），是越南後黎朝開國君主黎利之祖父。
明朝宣德三年（1428年）三月，時為平定王的黎利追尊祖父諡號為昭德皇帝，廟號顯祖。
紹平四年二月十五日乙亥（1437年3月21日），曾孫黎元龍加黎汀諡為昭德至仁皇帝，最終累諡為昭德至仁澤皇帝，陵墓号來聞陵。

## 諡號問題
《欽定越史通鑑綱目》記載：順天元年三月，追尊黎汀為“昭德澤皇帝”，廟號“顯祖”。但《大越史記全書》則只載“昭德皇帝”，沒有“澤”字，也沒有提到廟號。四月二十日，稱帝後的黎利頒佈廟諱御名，稱其為“顯祖昭德皇帝”，顯然廟號已在三月加尊。參考後黎朝諸帝藍山陵碑，聖宗之前，諸帝諡號都無一字簡諡。大致可知，聖宗以前，黎朝並無加尊一字簡諡的規定，所以黎汀的“澤”字簡諡應當是後來追加。

## 家族
- 妻 顯慈嘉淑欽順皇太后阮氏廓
- 子 黎從
- 子 黎宣祖憲文睿哲福皇帝黎曠